# Roberto Barbolini
Roberto Barbolini (Formigine, 22 luglio 1951) è un critico letterario, critico teatrale, scrittore e drammaturgo italiano.

## Biografia
Allievo del critico Luciano Anceschi all'Università di Bologna, ha iniziato a occuparsi di letteratura collaborando alle riviste il Verri e Paragone. Giornalista culturale e critico teatrale, ha lavorato a lungo a il Giornale di Indro Montanelli e poi al settimanale Panorama.
Autore di opere di narrativa, pubblicate da alcune delle maggiori case editrici italiane, ad esse ha sempre alternato un'ampia produzione critica, dedicata soprattutto al poliziesco e al fantastico letterario.
Un suo testo teatrale intitolato Io parlo ai perduti, incentrato sulla figura dello scrittore Antonio Delfini e prodotto da Ert (Emilia Romagna Teatro), è andato in scena nella stagione 2009-2010 con la regia di Claudio Longhi.
Dall'11 novembre 2011 è Soprintendente Perpendicolare del Collegio di Patafisica, Ordine della Grande Giduglia.

## Opere

### Romanzi
- Il punteggio di Vienna, Milano, Rizzoli, 1995, ISBN 88-17-66052-3; con postfazione di Alberto Bertoni, Bologna, Pendragon, 2005, ISBN 88-8342-330-5.
- Piccola città bastardo posto, Milano, Mondadori, 1998, ISBN 88-04-43601-8; con postfazione di Irene Palladini, Mantova, CN, 2023, ISBN 9791281152397.
- Ligabue fandango. Romanzo, Torino, Aragno, 2003, ISBN 88-8419-147-5; Reggio Emilia, Corsiero, 2020, ISBN 978-88-321-1660-1.
- Uomini di cenere. Romanzo, Milano, Mondadori, 2006, ISBN 88-04-55284-0.
- Ricette di famiglia, Milano, Garzanti, 2011, ISBN 978-88-11-68180-9.
- Provaci ancora Radetzky, Siena, Barbera, 2012, ISBN 978-88-7899-535-2; e in appendice La festa dello zio Ciro, racconto distopico, postfazione di Daniela Marcheschi, Roma, WriteUp, 2022.
- L'uovo di colombo. Un romanzo eroicomico, Milano, Mondadori, 2014, ISBN 978-88-04-63448-5.
- Vampiri conosciuti di persona, Milano, La nave di Teseo, 2017, ISBN 978-88-93442-58-9.

### Saggi
- Il Sileno capovolto. Socrate nella cultura "fin de siècle": Nietzsche, Pater, D'Annunzio, presentazione di Luciano Anceschi, Bologna, Cappelli, 1981.
- La chimera e il terrore. Saggi sul gotico, l'avventura e l'enigma, Milano, Jaca Book, 1984, ISBN 88-16-40128-1.
- Il detective sublime. Sul romanzo poliziesco, Roma-Napoli, Theoria, 1988.
- Il riso di Melmoth. Metamorfosi dell'immaginario dal sublime a Pinocchio, Milano, Jaca Book, 1989, ISBN 88-16-40232-6.
- Roberto Barbolini, Silvia Tomasi, Paper Hell, Carte infernali. Saggi, Ancona, Transeuropa, 1991, ISBN 88-7828-042-9.
- Stephen King contro il Gruppo 63: 19 saggi degeneri sui generi, Ancona, Transeuropa, 1998, ISBN 88-7828-167-0 (finalista Premio Viareggio); nuova ed. accresciuta, con prefazione di Giuseppe Pontiggia, postfazione di Vittorio Orsenigo, Milano, Greco & Greco, 2013, ISBN 978-88-7980-634-3.
- Magical Mystery Tour. Da Pico della Mirandola a Ligabue, Reggio Emilia, Aliberti, 2004, ISBN 88-7424-040-6.
- I ragazzi irresistibili. Diario d'uno spettatore non pagante (1996-2010), Milano, Greco & Greco, 2011, ISBN 978-88-7980-523-0.
- Angeli dalla faccia sporca. Viaggio al di là del giallo e del noir, Giulianova, Galaad, 2016, ISBN 978-88-98722-41-9.
- Nero Wolfe in via Pastrengo e altri incontri ravvicinati, Milano, Greco & Greco, 2017, ISBN 978-88-7980-755-5.
- L'ombelico del mondo. Viaggio sentimentale intorno alla città della Potta, Modena, Asterione Legge, 2019, ISBN 978-88-94365-13-9.
- Apocalisse a rate, Torino, FuoriAsse 2024.
- Il detective difettoso-Ritorno al futuro per il romanzo poliziesco, Roma, Bibliotheka 2024.

### Raccolte di racconti
- La gabbia a pagoda, Firenze, Cesati, 1986, ISBN 88-7667-031-9; Ancona, Pequod, 2000, ISBN 88-87418-17-9.
- La strada fantasma, Milano, Garzanti, 1991, ISBN 88-11-67117-5 (Premio Dessì 1992).
- La fine di Dracula, Firenze, Polistampa, 1993.
- Buffalo Bill sceglie Chico e altri racconti, Ancona, Transeuropa, 1997, ISBN 88-7828-121-2.
- A mosca cieca. Racconto di suspense metropolitano, 7 fermate, Milano, Subway letteratura, 1998.
- San Cataldo Cemetery Blues e altri racconti, Milano, Greco & Greco, 2000, ISBN 88-7980-246-1.
- Chiamala veglia. Storie tra sonno e rock, Torino, Aragno, 2001, ISBN 88-8419-056-8.
- Giuseppe Pederiali e Roberto Barbolini, Giallo in città, Reggio Emilia, Aliberti, 2005, ISBN 88-7424-076-7.
- Beethoven 27%, Milano, Arnoldo Mondadori, 2007.
- Cervelli coi fiocchi. Detective stories da Sherlock Holmes a Dylan Dog, Lama Mocogno, Almayer, 2008, ISBN 978-88-89901-08-3.
- Più bestie si vedono. Racconti, Torino, Aragno, 2009, ISBN 978-88-8419-376-6.
- Sade in drogheria, Lecce, Manni, 2009, ISBN 978-88-6266-134-8; Rimini, Guaraldi, 2015, ISBN 978-88-6927-103-8.
- Il maiale e lo sciamano, Milano, La nave di Teseo, 2020, ISBN 978-88-346-0454-0 (Premio Guareschi 2021 e premio Parco Maiella per la narrativa 2021).
- Mio marito è un mi bemolle. Storie brevi e cinque romanzi in 600 battute, Bologna, Marietti 1820, 2020, ISBN 9788821197406.
- Pesca al cantautore in Emilia e altre storie in vinile, Mantova, Oligo, 2021, ISBN 978-88-85723-75-7.
- Breve brevissimo, Firenze, Vallecchi, 2023, ISBN 978-88-8252-187-5 (Premio Res Aulica. Scrittori con gusto 2024).
- Il rasoio di Beckham, Milano, La nave di Teseo 2024.

### Teatro
- Io parlo ai perduti. Le vite immaginarie di Antonio Delfini, Modena, Artestampa, 2010, ISBN 978-88-6462-048-0.

### Curatele
- Thomas de Quincey, Il postale inglese, Bologna, Cappelli, 1984; Milano, SE, 1996, ISBN 88-7710-337-X.
- La passion predominante. Antologia della poesia erotica italiana, a cura di Guido Almansi e Roberto Barbolini, introduzione di Guido Almansi, dodici incisioni di Agostino Carracci, Milano, Longanesi, 1986, ISBN 88-304-0693-7; Parma, Guanda, 1988, ISBN 88-7746-354-6; Milano, TEA, 1996, ISBN 88-7818-043-2.
- Antonio Delfini, I racconti. Introduzione di Roberto Barbolini, Milano, Garzanti 2021.
- Roberto Barbolini e Alda Minocchi (a cura di), Giorgio Zampa. Una voce dietro la scena. Scritti editi e inediti (1951-1999), Ancona, Affinità elettive, Cattedrale, 2022, ISBN 978-88-7326-595-5.
- Roberto Barbolini e Alda Minocchi (a cura di), Giorgio Zampa. Una voce dietro la scena. Scritti inediti e testimonianze, Ancona, Affinità elettive, Cattedrale, 2022, ISBN 978-88-7326-596-2.

## Riconoscimenti
- Nel 1992 ha vinto il Premio Dessì per la narrativa.[1]
- Nel 1996 è stato finalista al Premio Bergamo[2]
- Nel 2021 ha vinto il Premio Guareschi e il Premio Parco Maiella per la narrativa.
- Nel 2024 ha vinto il Premio Res Aulica. Scrittori con gusto.